# 영고탑
영고탑(寧古塔, 만주어: ᠨᡳᠩᡤᡠᡨᠠ Ningguta), 닝구타는 청나라 만주 지방의 지명으로, 중화인민공화국 헤이룽장성(黒龍江省) 무단강(牡丹江)의 중상류 지역인 무단장시 닝안시(寧安市)에 위치하였다.

## 역사
영고탑은 발해 시대에 상경 용천부가 있었던 곳으로, 영고탑은 건주여진의 탈알령(脱斡怜) 부족의 올적합(兀狄哈)이 근거하던 지역이었다.
청 초기에는 헤이룽장성에 영고탑앙방장경(寧古塔昻邦章京)이 설치되었다가 후에 현재의 지린성(吉林省)으로 옮긴 후 지린 장군으로 개칭하였다.